# Slovenien i olympiska vinterspelen 2010
Slovenien deltog vid de olympiska vinterspelen 2010 med 47 aktiva i 10 sporter.

## Medaljer

### Silver
- Alpin skidåkning
  - Super-G damer: Tina Maze
  - Storslalom damer: Tina Maze

### Brons
- Längdskidåkning
  - Sprint damer: Petra Majdič